# F.O.E.: 에프.오.이.
《F.O.E.: 에프.오.이.》(영어: Force of Execution)는 2013년 공개된 미국의 액션 영화이다.

## 출연

### 주연
- 스티븐 시걸
- 대니 트레조
- 빙 라메스
- 브렌 포스터

### 조연
- 제니 가브리엘
- 사라 미니치
- 지저스 주니어
- 에릭 스테이닝
- 데이빗 하우스
- 딜런 케닌
- J.D. 가필드
- 저메인 워싱턴
- 노엘 구글리에미
- 론 밸릭키
- 토마스 산체즈
- 카자도 라미어 린지
- 자니 헥터
- 랜디 브룩스

## 기타
- 협력프로듀서: 데니스 크로우
- 시각효과: 필립 그리에고
- 분장: 스베트라나 브릿
- 헤어: 이베트 밀리
- 섭외: 안젤리크 미드썬더